# 小山征男
小山 征男（こやま ゆきお、1944年 - 2011年 ）は、日本の園芸家。群馬県高崎市の中央植物園の代表取締役社長。
神奈川県横浜市出身。NHK番組『趣味の園芸』や日本テレビ『たのしい園芸』（番組終了）の解説者として活躍。弟・小山昭雄はファゴット奏者、ドイツ・トロッシンゲン国立音楽大学教授、洗足学園音楽大学教授を務める。